# Z 2N-NG
La Z 2N-NG est une future rame automotrice de banlieue en région Île-de-France, destinée à la ligne C du RER et à la ligne P du Transilien afin de remplacer les Z 20500 et Z 20900 à horizon 2033.

## Historique
Le conseil régional d'Île-de-France a lancé une étude fin 2019 sur ce nouveau matériel, destiné à remplacer les Z 2N,,.
Sur la ligne C, des travaux d'adaptation sur les infrastructures devront être menés pour accueillir ce nouveau matériel roulant. Cela concerne notamment le tunnel de la section Invalides à Paris-Austerlitz dont le gabarit actuel n'est pas compatible avec la norme FR3.3. Pour se faire, des travaux d'une durée d'un an seront nécessaires pour abaisser les voies.
Le 3 avril 2024, Île-de-France Mobilités vote le schéma directeur du RER C à l'horizon 2035. Celui-ci prévoit un investissement de 4 milliards d'euros d'ici 2035 pour transformer la ligne. L'ensemble des rames 172 Z 2N circulant sur le RER C vont être remplacés par des Z 2N-NG à partir de 2033,.
Elle approuve à la même date la convention constitutive du groupement de commandes avec SNCF Voyageurs pour finaliser l'expression fonctionnelle du besoin et préparer la passation et l'exécution d'un marché commun d'acquisition de matériels roulants notamment destinés à l'exploitation des lignes C et P. La ligne U n'est donc plus envisagée comme destination pour le futur Z2N-NG.

## Expression du besoin

### Caractéristiques techniques
Selon la définition du besoin par l'autorité organisatrice fin 2024, l'automotrice Z 2N-NG sera bi-courant, respectera le gabarit FR3.3 (compatible pour une rame à deux niveaux) pour une longueur maximum de 105 m et un plancher compatible avec des quais bas (550 mm). Ces rames devront être dimensionnées avec des larges portes et plateformes d'échanges afin d'accélérer les échanges de voyageurs à quais ainsi que et d'intercirculations entre les voitures. Tout comme le TGV M, le train devra être équipé de batteries électriques afin de pouvoir circuler en mode dégradé lors d'une coupure de courant.

### Aménagement intérieur
Chaque rame devra prévoir au moins 455 places assises (qui peuvent être rabattables, mais pas des strapontins), et pouvoir emporter au moins 910 personnes. En vue de favoriser les offres avec un maximum de places assises, l'opérateur envisage de bonifier les offres avec un nombre de places assises plus élevé et permet aux constructeurs de proposer une largeur de siège et un pas de siège réduits (respectivement 43 cm pour 40% des sièges et 1,60 m) par rapport aux matériels roulants récemment livrés pour l'Île-de-France (respectivement 45 cm et 1,65 m) afin de maximiser le nombre de places assises.

### Volume de rames
Le marché de Z 2N-NG est estimé à un volume de 210 rames.

## Polémique

### Dégagement du gabarit dans le tunnel parisien
Le tunnel entre les gares d'Austerlitz et des Invalides, conçu pour des trains à un niveau mais aménagé de manière dérogatoire pour permettre le passage des Z2N, n'est pas compatible avec le gabarit FR 3.3. Le dégagement de gabarit nécessaire pour faire passer les Z2N-NG nécessite la coupure de ce tronçon pendant au moins une année entière, avec des conséquences considérables sur la desserte assurée par la ligne C et une maintenance rendue très complexe de par l'absence d'atelier adapté aux Z2N sur les branches ouest et nord.

### Alternative
Deux alternatives à un matériel roulant à deux niveaux sont explorées par l'AOT :
- l'utilisation de trains à deux niveaux pour les missions les plus éloignées (Étampes et Dourdan) qui termineraient à Paris-Austerlitz toute la journée et à un niveau pour les missions traversantes, avec des enjeux sur la capacité d'emport des missions les plus chargées ;
- la conception de rames à deux niveaux à gabarit dédié, qui ne permettrait pas d'accroître significativement la capacité d'emport et nécessiterait comme la précédente de devoir gérer deux parcs de rames non compatibles.